# Ordu Baliq
Ordu Baliq ("hovets stad"), i dagens Mongoliet, var huvudstad i det Uiguriska khanatet 744-840. Staden förstördes 840 av kirgizerna. Ruinerna kallas Karabalghasun ("svarta staden") och är idag del av Orchondalens kulturlandskap som är världsarv nummer 1081.